# Landes
Landes (occitanska: Lanas, baskiska: Landak) är ett departement i regionen Nouvelle-Aquitaine i sydvästra Frankrike med en yta på 9 243 km² och 367 492 invånare (2007). Huvudort är Mont-de-Marsan. Namnet betyder  Hedarna på franska. I den tidigare regionindelningen som gällde fram till 2015 tillhörde Landes regionen Aquitaine.

## Geografi
Strandregionen upptas av flygsandsdyner, som dämmer upp strandsjöar (étangs). På grund av ett ogenomträngligt lager har mellan stranddynerna bildats kärrmarker, som numera tillstor del dränerats. Tallplanteringar har gjorts för att binda sanden. 
Ostronfiske och fåravel tillhör näringarna, olja, naturgas och kalisalt är naturtillgångar. 

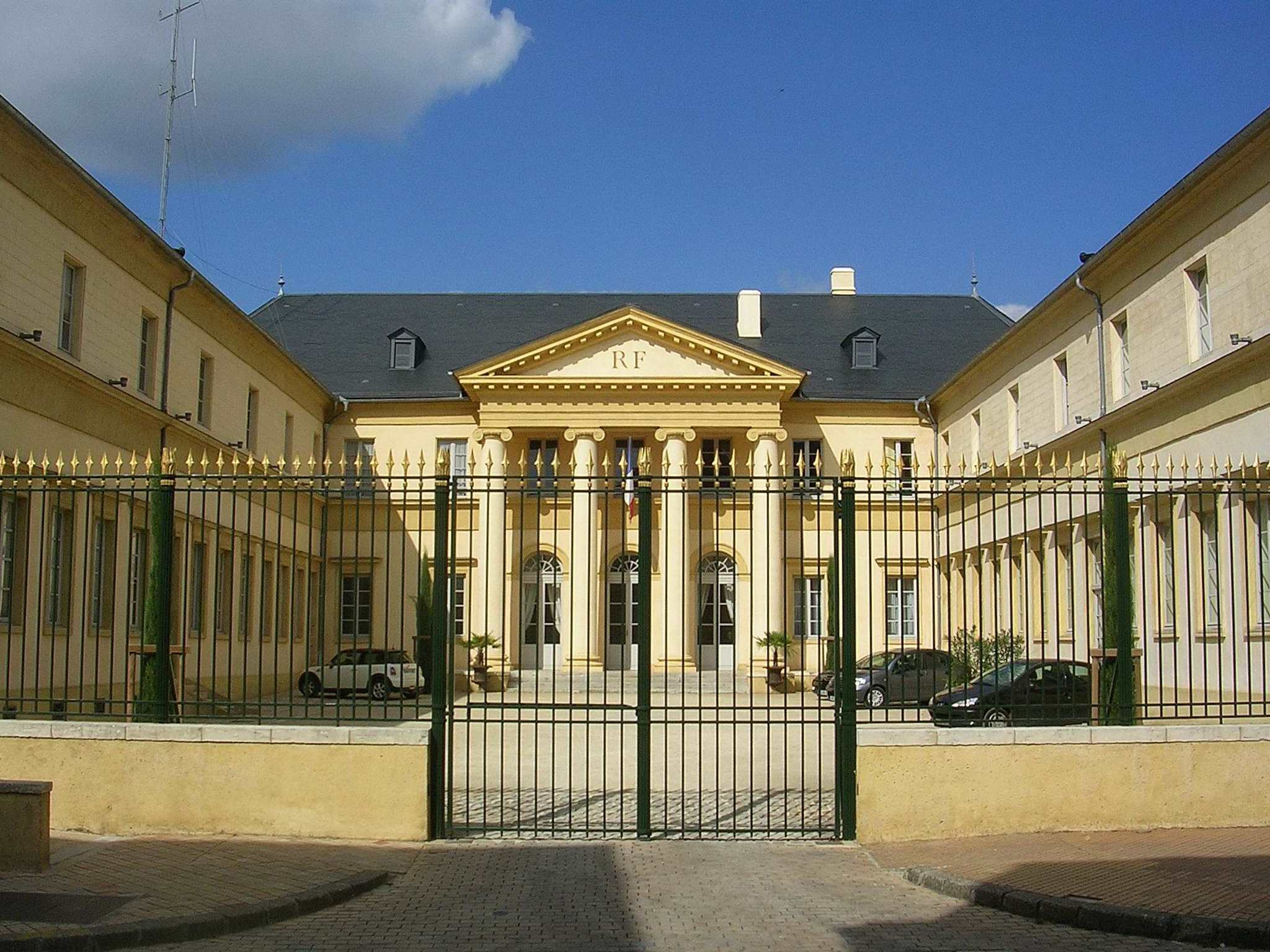
Perfekturbyggnaden i Landes departement.